# Aí Eu Vi Vantagem
Aí Eu Vi Vantagem é uma série de comédia brasileira produzida e exibida pelo canal Multishow. A série é um spin-off da série Vai Que Cola em que a personagem principal Jéssica, Samantha Schmütz, volta para reencontrar seu antigo amor OJ, Oscar Filho, e causar uma confusão na família Barroso de Barros.

## Sinopse
Como se já não bastassem as confusões que Jéssica apronta com sua mãe e seus namorados no Vai Que Cola, ela agora vai sacudir as estruturas de uma outra família: os Barroso de Barros.

## Personagens
Jéssica - Samantha Schmütz
Amiga, promoter, empresária, performer.
OJ - Oscar Filho
Primeiro namorado de Jéssica, filho de Glória e Oswaldo, irmão de Katarina.
Katarina - Luciana Paes
Melhor amiga de Jéssica, filha de Glória e Oswaldo e irmã de OJ.
Oswaldo - Stepan Nercessian
Pai de Katarina e OJ, marido de Glória, filho de Elza, irmão de Eugênia.
Elza - Carmem Verônica
Mãe de Oswaldo e Eugênia, avó de Katarina e OJ.
Glória - Fafy Siqueira
Mãe de Katarina e mãezona de OJ, esposa de Oswaldo.
Milhão - Edmilson Filho
Melhor amigo de Oswaldo, agregado da família, amante de Eugênia.
Eugênia - Sheila Friedhofer
Irmã de Oswaldo, filha de Elza, amante de Milhão.

## Episódios
| Ep. | Nome do Ep.                       | Exibição   |
| --- | --------------------------------- | ---------- |
| 01  | Jéssica para maiores              | 17/08/2015 |
| 02  | Samba paixão                      | 19/08/2015 |
| 03  | Miss Boemia                       | 20/08/2015 |
| 04  | A Milionária Do Milhão            | 21/08/2015 |
| 05  | O dote do O.J.                    | 24/08/2015 |
| 06  | Cabaré Dreams                     | 26/08/2015 |
| 07  | Justino Baby                      | 27/08/2015 |
| 08  | Cabaré Fitness                    | 28/08/2015 |
| 09  | Quanto vale?                      | 31/08/2015 |
| 10  | A namorada do Juninho Play        | 02/09/2015 |
| 11  | Cabaré Cult                       | 03/09/2015 |
| 12  | Médium Ostentação                 | 04/09/2015 |
| 13  | Fá-Ti-Má! Mais Uma Vez            | 07/09/2015 |
| 14  | Cabaré para crianças              | 09/09/2015 |
| 15  | O maior menor espetáculo da Terra | 10/09/2015 |
| 16  | Mamãe não pode morrer             | 11/09/2015 |